# Copa da Escócia de 1938–39
A Copa da Escócia de 1938-39 foi a 61º edição do torneio mais antigo do futebol da Escócia. O campeão foi o Clyde F.C., que conquistou seu 1º título na história da competição ao vencer a final contra o Motherwell F.C., pelo placar de 4 a 0.

## Premiação
| Copa da Escócia de 1938-39     |
| Escócia                        |
| ------------------------------ |
| Clyde F.C. Campeão (1º título) |